# Powieść milicyjna
Powieść milicyjna – odmiana powieści kryminalnej charakterystyczna dla krajów komunistycznych Europy Środkowo-Wschodniej w latach 1955–1991. Gatunek ten koncentrował się na przedstawieniu procesu dochodzenia prowadzonego przez funkcjonariusza milicji w sprawach przestępstw kryminalnych, ze szczególnym uwzględnieniem morderstw. Gatunek ten służył nie tylko rozrywce, ale przede wszystkim edukacji ideologicznej czytelników poprzez prezentację wzorcowych postaw funkcjonariuszy oraz mechanizmów wykrywania i ścigania przestępstw w systemie socjalistycznym.

## Wprowadzenie

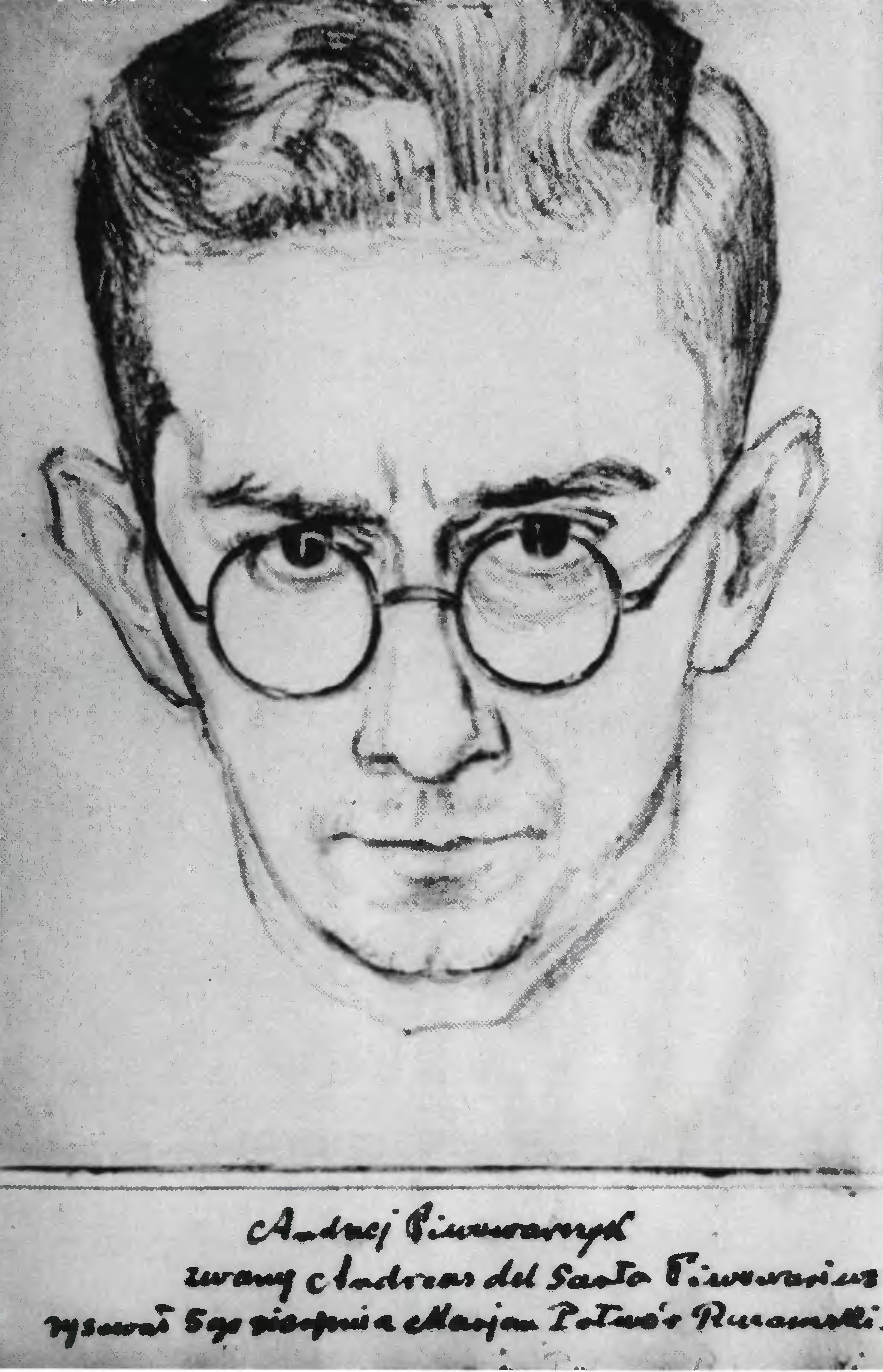
Andrzej Piwowarczyk, jeden z prekursorów powieści milicyjnej

Termin „powieść milicyjna” został wprowadzony przez Zbigniewa Kubikowskiego w 1965 roku. Stanisław Barańczak przyczynił się do jego popularyzacji od 1972 roku, traktując ten gatunek jako zjawisko charakterystyczne dla literatury polskiej. W 1979 roku Jerzy Siewierski przeprowadził analizę różnic między powieściami kryminalnymi krajów socjalistycznych a analogicznymi utworami z innych systemów politycznych, nie używając jednak omawianego terminu. Kompleksową definicję powieści milicyjnej jako pododmiany literatury kryminalnej charakterystycznej dla krajów komunistycznych Europy Wschodniej opracowała Anna Martuszewska.

## Polska

### Geneza
Polska powieść milicyjna stanowi znaczące zjawisko w polskiej literaturze kryminalnej okresu PRL (1955–1991), której rozwój odzwierciedlał przemiany polityczno-społeczne. W latach 1945–1948 władze tolerowały powieści kryminalne pod warunkiem przedstawiania jedynie społeczeństw kapitalistycznych jako kryminogennych, co skutkowało wznowieniami tłumaczeń zachodnich autorów oraz polskich przedwojennych kryminałów. Nowe polskie utwory osadzano przeważnie w realiach zachodnich, a autorzy przyjmowali anglojęzyczne pseudonimy. Wyjątkiem była nowatorska powieść Na tropie (1947) Karola Bogusławskiego, której bohaterką była porucznik MO prowadząca dochodzenie w polskich realiach. W latach 1949–1955 obowiązywał jednak zakaz dostępu do międzywojennej literatury kryminalnej i sensacyjnej, a książki z tego gatunku krążyły w nielegalnym obiegu.

### Powieść milicyjna w PRL w latach 1955–1989
Po śmierci Józefa Stalina i osłabieniu impetu sztuki i literatury socrealistycznej w bloku wschodnim stopniowo wznawiano druk zachodnich oraz polskich powieści kryminalnych. W 1954 roku nakładem Wydawnictwa Iskry ukazało się wznowienie Psa Baskerville’ów Arthura Conan-Doyle’a, rok później przywrócono też do obiegu książki Agathy Christie. Przełomem okazało się jednak wydanie powieści Leopolda Tyrmanda Zły (1955), rozgrywającej się w powojennej Warszawie naznaczonej szalejącą przestępczością, gdzie sprawiedliwość wymierzał tajemniczy mściciel. Wydanie Złego wydatnie wpłynęło na rehabilitację literatury kryminalnej w komunistycznej Polsce.
Konwencję prozy socrealistycznej o wymowie politycznej z literaturą kryminalną zaczęła łączyć powieść milicyjna. Do pierwszych przykładów powieści milicyjnej zalicza się twórczość Tadeusza Kosteckiego (Cień na pokładzie, 1955; Zaułek mroków, 1956) i Jerzego Żukowskiego (Zagadka „Wielbłąda”, 1956); funkcjonariusze Milicji Obywatelskiej byli w niej przedstawieni jako ludzie praworządni i pełni empatii. Do wczesnych osiągnięć gatunku należy też twórczość Andrzeja Piwowarczyka (Stary zegar, 1956 i Maszkary, 1957) oraz Zygmunta Zeydler-Zborowskiego (Czarny mercedes, 1958). Konwencja powieści milicyjnych – mimo że często powstawały one na zlecenie MO, jak np. cykl wieloautorski Ewa wzywa 07 (1968–1989) – podlegała jednak niekiedy modyfikacji. Powieści Anny Kłodzińskiej (np. Przegrana stawka, 1960; Błękitne okulary, 1965; Taniec szkieletów, 1977), jak również zapożyczający z konwencji gatunku serial telewizyjny 07 zgłoś się (1976–1989) bohaterami czyniły dwuznacznych moralnie stróżów prawa, nierzadko skonfliktowanych z przełożonymi. Irena Kühn (ps. Joanna Chmielewska) wypracowała swój odrębny typ kryminału humorystycznego (Klin, 1964; Romans wszechczasów, 1975). Pogłębione wizerunki psychologiczne bohaterów prezentowała powieść Larysy Zajączkowskiej-Mitzner Dolina nocy (1980).
Negatywnymi postaciami w powieściach milicyjnych byli wywiedzeni z literatury socrealistycznej: zachodni szpiedzy, przestępcy, malwersanci. Retoryka powieści milicyjnych była podporządkowana ideologicznym tezom o moralnej wyższości ustroju komunistycznego nad kapitalistycznym.

### Losy powieści milicyjnej po 1989 roku
W Polsce po przemianach ustrojowych z 1989 roku powieść milicyjna w dotychczasowej formie straciła rację bytu. Nostalgia za gatunkiem przetrwała jednak w okresie III Rzeczypospolitej. Do przykładów tzw. powieści neomilicyjnych, nawiązujących do realiów PRL-u, należy m.in. twórczość Bożeny Ciekierskiej-Więckiej (Msza za mordercą, 1993) oraz Ryszarda Ćwirleja (Upiory spacerują nad Wartą, 2007; Trzynasty dzień tygodnia, 2007; Ręczna robota, 2010; Mocne uderzenie, 2011; Śmiertelnie poważna sprawa, 2013).

## Poza Polską
W Czechosłowacji przedstawicielami powieści milicyjnej byli Václav Erben, twórca kapitana Michała Exnera (Śmierć utalentowanego szewca, 1978), Anna Sedlmayerová, Jan Zábrana; w NRD – Ingeburg Siebenstädt; w Rumunii – Horia Tecuceanu; na Węgrzech – Jenő Mattyasovszky; w ZSRR – Pawieł Nilin, Arkadij Adamow, Julian Siemionow.